# Justicia versicolor
Justicia versicolor är en akantusväxtart som beskrevs av C. B. Cl.. Justicia versicolor ingår i släktet Justicia och familjen akantusväxter. Inga underarter finns listade i Catalogue of Life.